# Tlik
Tlik – wieś w Armenii, w prowincji Aragacotn. W 2011 roku liczyła 123 mieszkańców.